# Dactylopterus
Dactylopterus is een monotypisch geslacht van straalvinnige vissen uit de familie van vliegende knorhanen (Dactylopteridae), orde schorpioenvisachtigen (Scorpaeniformes).

## Soort
- Dactylopterus volitans (Linnaeus, 1758) – Vliegende poon